# Alfons Deloor
Alfons Deloor (Bois-d’Haine, 3 de junio de 1910 - Malinas, 23 de marzo de 1995) fue un ciclista belga, profesional entre 1929 y 1940 cuyos mayores éxitos deportivos los obtuvo en la Vuelta a España donde obtuvo una victoria de etapa en la edición de 1936 quedando segundo en la clasificación general tras su hermano Gustaaf Deloor, y en la clásica Lieja-Bastogne-Lieja.
Era hermano del también ciclista Gustaaf Deloor.

## Palmarés
1934
- 1 etapa en la Volta a Cataluña

1936
- 2.º en la Vuelta a España, más 1 etapa

1938
- Lieja-Bastoña-Lieja

1939
- Gran Premio Stad Sint-Niklaas

## Resultados en las grandes vueltas
| Carrera         | 1929 | 1930 | 1931 | 1932 | 1933 | 1934 | 1935 | 1936 | 1937 | 1938 | 1939 | 1940 |
| --------------- | ---- | ---- | ---- | ---- | ---- | ---- | ---- | ---- | ---- | ---- | ---- | ---- |
| Giro de Italia  | -    | -    | -    | -    | -    | -    | -    | -    | 31.º | -    | -    | -    |
| Tour de Francia | -    | -    | -    | -    | 27º  | -    | -    | -    | -    | -    | -    | -    |
| Vuelta a España | X    | X    | X    | X    | X    | X    | 6º   | 2º   | X    | X    | X    | X    |
| Mundial en Ruta | -    | -    | -    | -    | -    | -    | -    | -    | -    | -    | X    | X    |